# Monteflavio
Monteflavio (Montefràviu nel dialetto locale) è un comune italiano di 1 125 abitanti della città metropolitana di Roma Capitale nel Lazio.

## Geografia fisica

### Territorio
Il nucleo urbano del borgo di Monteflavio sorge a circa 800 metri di altezza sul livello del mare, sulle propaggini settentrionali dei monti Lucretili. Il monte Pellecchia, la cima più alta dei Lucretili, è compreso tra i Comuni di Monteflavio, Scandriglia e Licenza.
Altre cime sono quelle del Colle Pietropaolo, 1.278 metri, Colle della Capamassa, 1.054 metri, Monte Mozzone, 972 metri, Colle Macchia Petrosa, 940 metri, Monte Calvario, 842 metri, Colle Termine, 805 metri e Colle Frolletta, 634 metri.

### Clima
Il clima di Monteflavio è quello tipico delle zone di media montagna del Subappennino laziale: gli inverni sono freddi con precipitazioni spesso nevose anche perché il paese sta alle pendici del versante ovest del monte Pellecchia. Le temperature da dicembre ad aprile possono scendere diversi gradi sotto lo zero e restarci per molti giorni. Le estati risultano miti ad eccezione di quando arrivano le ondate di caldo africano, in quel caso le temperature raggiungono un massimo di 33/34 gradi. Frequentemente, a causa della presenza dei rilievi circostanti si verificano fenomeni temporaleschi di notevole intensità.

## Storia
Monteflavio nasce nel 1578, quando alcuni abitanti di Marcetelli, paese situato tra le valli del Turano e Salto, accettano l'invito del cardinale e vescovo Flavio Orsini di lasciare la propria terra per stabilirsi nella tenuta di Montefalco. Essi, infatti, in quel periodo subivano una signoria dispotica e crudele da parte dei Mareri, che opprimevano i loro sudditi con insostenibili imposizioni fiscali ed ottennero in cambio l'assegnazione di terre da destinare alla coltivazione ed al pascolo e sgravi fiscali.
La fondazione del nuovo feudo venne sancita da un Capitolato, un vero e proprio contratto, tuttora conservato nel comune di Monteflavio, che stabiliva precise norme relative alla struttura urbana che il paese avrebbe assunto e alle tasse che la popolazione avrebbe pagato agli Orsini.
Il nuovo paese, che in onore del cardinale venne chiamato Monteflavio, non venne costruito “a casali sparsi” con orti e cortili annessi, come avrebbero voluto gli Orsini, ma secondo una struttura compatta costituita da una serie di strade parallele alternate da file di abitazioni tagliate da vicoli.
La strada principale, cioè la Via Nuova detta “Via larga” (oggi via A. Baccelli), univa tra loro le due zone principali del paese che, ancora oggi, portano gli antichi nomi di “Pétellaterra” (piede della terra) e “Castellittu” e creava un asse di collegamento tra l'antica chiesa cimiteriale di S. Martino e la chiesa parrocchiale dell'Assunta, situata sulla piazza principale, nel punto più alto del paese.
Ad essa si aggiungevano la Via del Paradiso, oggi Via Roma, la Via del Leone, oggi Via G. Marconi e la Via del Sole, ancora così denominata. Alla piazza era adiacente quella zona detta tuttora “Capanna”, che è probabilmente il luogo dei primi insediamenti. Ne è prova la distribuzione irregolare delle abitazioni che ricalca quella delle prime capanne in legno.
La piazza era ed è ancora il centro della vita del paese, il luogo di incontro per tutta la popolazione e di svolgimento degli eventi più importanti.
Nel 1602 venne terminata la costruzione della chiesa e nel 1626 quella della fonte. In entrambe troviamo scolpita la rosa a cinque petali, simbolo della famiglia Orsini.
Il 18 agosto 1644 Monteflavio divenne proprietà dei Barberini. In questo periodo si verifica una seconda emigrazione da Marcetelli e le terre del nuovo feudo si arricchiscono di forza lavoro che incrementa la pastorizia e l'artigianato del legno. Quest'ultima attività è finalizzata al commercio di vasi, torce, doghe e cerchi per le botti, nella cui fabbricazione i Marcitellani erano maestri e dalla quali dipende l'appellativo di “cerchiari” dato ai Monteflaviesi.

### Simboli
Lo stemma è stato concesso con DPR del 20 aprile 1954.
Sullo scudo di azzurro è raffigurato un albero di quercia piantato sulla vetta centrale di un monte all'italiana, ristretto, di tre cime.
Il gonfalone, concesso con DPR del 24 dicembre 1954, è un drappo di rosso.

## Monumenti e luoghi d'interesse
- Rovine del castello di Montefalco XIII secolo site a 900m di altezza

### Aree naturali
- Parco regionale naturale dei Monti Lucretili

## Società

### Evoluzione demografica
Abitanti censiti

### Tradizioni e folclore
La festa della Madonna dell'Assunta è la festa che si dedica ogni anno alla Vergine nel mese di agosto, con il festeggiamento alla fine della settimana di San Rocco con processione poi il giorno dopo si chiude la festa con il giorno "dialetticamente" detto "San Rocchittu".

## Economia

### Agricoltura
È uno dei comuni della città metropolitana di Roma Capitale il cui territorio è compreso nell'area di produzione dell'Olio di Oliva Sabina (DOP).

## Infrastrutture e trasporti

### Strade
- SP 9/c, che collega Monteflavio a Montorio.
- SP 29/a, che collega Monteflavio a Moricone.

### Ferrovie
La stazione ferroviaria principale a servizio del paese è quella di Passo Corese sulla FL1 Orte-Fiumicino Aeroporto distante circa 20 km e collegata principalmente da Cotral provenienti da Palombara Sabina

## Amministrazione
Dal 1816 al 1870 fece parte della Comarca di Roma, una suddivisione amministrativa dello Stato Pontificio.

### Altre informazioni amministrative
- Fa parte della Comunità montana dei Monti Sabini, Tiburtini, Cornicolani e Prenestini

### Gemellaggi
- Marcetelli[5]